# Simplex

Čtyřstěn – 3simplex

Simplex (či n-simplex) je n-rozměrným zobecněním trojúhelníku. Jedná se o konvexní obal množiny {\displaystyle {n+1}} afinně nezávislých bodů umístěný v euklidovském prostoru dimenze {\displaystyle n} či vyšší.
Například 0simplex je bod, 1simplex je úsečka, 2simplex je trojúhelník, 3simplex je čtyřstěn (tetraedr), 4simplex je 5nadstěn (vždy včetně vnitřku).

## Geometrie
Následující vzorce udávají geometrické vlastnosti n-simplexu s délkou hrany a.
- Výška: {\displaystyle {\sqrt {n+1 \over 2n}}a}
- Objem: {\displaystyle {{\sqrt {n+1}} \over n!{\sqrt {2^{n}}}}a^{n}}